# Antropologia współczesności
Antropologia współczesności – subdyscyplina antropologii kulturowej, która zajmuje się badaniem współczesnych społeczeństw i nowo powstałych zjawisk kulturowych. Wyłoniła się w latach 20. XX w., jednak stała się przedmiotem dyskusji w czasie tak zwanego kryzysu reprezentacji, kiedy zaczęto podważać autorytet całej dyscypliny naukowej i zwrócono się w stronę myśli postmodernistycznej. Nie ma jasno określonej definicji, samo jej istnienie jest wciąż słabo rozpoznane, co odróżnia ją od innych działów antropologii kulturowej. 

## Pojęcie współczesności
Współczesność jest podstawowym pojęciem przy omawianiu antropologii współczesności, jednak wielu badaczy mimo tego, że posługuje się nim powszechnie, to najczęściej pozostawia je bez doprecyzowania i jasnej definicji, bazując na znaczeniach potocznych lub intuicyjnych. Antropologiem, który niejednokrotnie podejmował się wyjaśnienia czym jest współczesność i stworzenia adekwatnej definicji tego terminu, był Paul Rabinow. Jedna z nich brzmi: 

Współczesność jest ruchomym stosunkiem nowoczesności, przenikającym nieodległą przeszłość i przyszłość w przestrzeni (nieliniowej), będąc miarą nowoczesności jako etosu, który nabiera już wymiaru historycznego.

Dodatkowo Barbara Fatyga sugeruje, że do cech współczesności należą:  
- Płynność
- Doraźność
- Nieustabilizowanie
- Nieukształtowanie
- Stawanie się[4].

Z kolei Waldemar Kuligowski traktuje współczesność jako „szczególny typ związku ze swoim czasem", polegający na przynależności do niego i jednoczesnym oddalaniu się.  
Definicji współczesności może być tyle, ilu badaczy antropologii współczesności, jednak wszystkie opierają się na cechach, które podaje B. Fatyga i nawiązują do zmian kulturowych, które w obecnych czasach mają miejsce coraz częściej i zachodzą coraz szybciej. 

## Główni przedstawiciele

### Na świecie
Johannes Fabian –  niemiecki badacz, który zajął się tematyką współczesności w ujęciu antropologicznym. W swojej pracy Time and the Other: How Antropology Makes Its Object analizował koncepcje czasu w różnych szkołach antropologicznych. Wprowadził pojęcie „odmowy równoczesności”, które zakładało, że antropolodzy stawiali siebie w opozycji do badanych społeczeństw, ukazując siebie samych jako nowoczesnych, „tu i teraz”, a innych jako wcześniejszych, „tam i wtedy”. Rozwiązaniem tej sytuacji miała być wprowadzona przez niego specyficzna kategoria czasu – „czas intersubiektywny”, który bazował na współpracy i współuczestnictwie badacza z ludźmi, których spotyka podczas swoich badań, tworząc w ten sposób jedną wersję przeżywanej rzeczywistości. 
Paul Rabinow - amerykański antropolog, który miał bardzo znaczący wpływ na rozwój omawianej subdyscypliny. Prowadził regularne badania z zakresu antropologii współczesności, a także opracował najbardziej rozbudowane i oryginalne definicje pojęcia współczesności. W 2003 roku założył laboratorium badawcze pod nazwą Anthropological Research on the Contemporary (ARC, określane również jako „design studio”), które skupiało się na „współpracowniczych [collaborative] badaniach współczesnych form życia, pracy i języka”. Jest autorem wielu publikacji z zakresu antropologii współczesności, a do jego najważniejszych prac należą Anthropos Today oraz Marking Time. 
Marc Augé – francuski badacz, który w kontekście antropologii współczesności najbardziej znany jest z pracy An Anthropology for Contemporaneous Worlds. Dość krytycznie podchodził do popularnego w kręgach antropologicznych podejścia, które polegało na gloryfikacji „starych, dobrych” czasów, kiedy w społeczeństwach dominowały niezmienione tradycje. Jako pierwszy zauważył, że wielu antropologów stroni od współczesności, co powoduje, że wolą prowadzić badania wśród tradycyjnych społeczności niż skupiać się na nowych zjawiskach kulturowych. Jest także autorem książki Non-Places, w której ukazuje obraz współczesnego świata stworzony na podstawie efektów innowacji technologicznych. 

### W Polsce
Waldemar Kuligowski – antropolog kulturowy, propagator antropologii współczesności w Polsce. Interesuje się teorią kultury, antropologią refleksyjną i krytyczną, poetyką antropologiczną, zjawiskiem festiwalizacji oraz antropologią modernizacji. Do jego najsłynniejszych prac w tej dziedzinie należą m.in. Antropologia współczesności: wiele światów, jedno miejsce oraz Defamiliaryzatorzy. Źródła i zróżnicowanie antropologii współczesności. 
Wojciech Burszta – antropolog kulturowy ze „Szkoły Poznańskiej”, który eksplorował problematykę antropologii współczesności w ujęciu postmodernistycznym. Był pierwszym badaczem w obrębie polskiej antropologii, który zaproponował wyłonienie antropologii współczesności jako osobnej subdyscypliny. Swoje stanowisko uzasadniał stwierdzeniem, że „przedstawiciele tej orientacji posługują się odmiennymi założeniami wyjściowymi, które nie mieszczą się w ramach jakiejkolwiek dotychczasowej teorii kultury”. Interesował się teorią i praktyką współczesnej kultury. Tematy, które niejednokrotnie powracały w jego pracach to popkultura, nacjonalizm, neoliberalizm, kwestie tożsamości i rasy oraz problematyka mitu i symbolu. Jedne z jego najsłynniejszych książek to Antropologiczne wędrówki po kulturze oraz O czym opowiada antropologiczna opowieść, którą napisał wraz z Krzysztofem Piątkowskim. 
Barbara Fatyga – socjolożka, kulturoznawczyni i antropolożka kultury, specjalizująca się w socjologii młodzieży i antropologii współczesności. Jest kierowniczką Katedry Metod Badania Kultury w ramach Instytutu Stosowanych Nauk Społecznych Uniwersytetu Warszawskiego, na której prowadzone są ścieżki specjalizacyjne z antropologii współczesności. Interesuje się subkulturami młodzieżowymi, metodologią badań jakościowych, kulturą współczesną, teorią kultury, metodologią badania przekazów ikonicznych, antropologią języka, antropologią i socjologią wsi oraz socjologią nauki. Istotną publikacją w kontekście antropologii współczesności jest praca Dzicy z naszej ulicy: antropologia kultury młodzieżowej. 
Paweł Łuczeczko – antropolog społeczny, który interesuje się teorią kultury, historią socjologii i antropologii społecznej oraz problematyką antropologizacji socjologii. Jest autorem wielu artykułów z zakresu antropologii współczesności oraz książki pt.: Zrozumieć własną kulturę. Antropologia współczesności w Polsce.

## Przedmiot i metody badań
Antropologia współczesności jest o tyle specyficzną subdyscypliną antropologii, że nie wskazuje bezpośrednio na to, co ma być głównym przedmiotem jej badań. Nazwa sama w sobie odwołuje do współczesności, wokół której osadzone są wszystkie dalsze rozważania, jednak jest to pojęcie rozumiane i definiowane na różne sposoby, dlatego też badacze w swoich pracach skupiają się na odrębnych aspektach tego pojęcia. Podstawą badań tego nurtu mają być nowo powstałe zjawiska kulturowe, co w teorii nie wydaje się zbyt skomplikowane, aczkolwiek w praktyce stwarza pewne problemy. W obecnych czasach zmiany kulturowe następują w coraz szybszym tempie, co sprawia, że to, co jeszcze przed chwilą było współczesne, jest już przeszłością. Mamy do czynienia z rozbieżnością trzech wymiarów czasu: przeszłości, teraźniejszości i przyszłości. Waldemar Kuligowski ujął to następującymi słowami: 

Współczesność utraciła możliwość doświadczania samej siebie, umyka zatem w anachroniczne reprezentacje, w których teraźniejszość staje się przeszłością, a przeszłość ma usensawniać współczesność.

Jednak wielu badaczy uznaje, że w antropologii współczesności to nie przedmiot badań jest najważniejszą kwestią. Większe znaczenie mają dla nich metody prowadzenia tych badań, towarzyszące temu refleksje i doświadczenia, umiejętność interpretacji, która czerpie swoje źródła z wielu różnych dziedzin naukowych oraz specyficzny styl pisania, nacechowany postmodernistyczną refleksyjnością. Badanie współczesności nie musi dostosowywać się do tradycyjnych podejść badawczych. Antropolodzy mają większą swobodę w działaniu i często wykorzystują pozanaukowe techniki, które są bardziej literackie. Waldemar Kuligowski mówi o tym w taki oto sposób: 

Istotna jest „zasada metodyczna” raczej niż jakiś szczególny przedmiot zainteresowań: współczesność nie wyróżnia się bowiem żadnym atrybutem rzeczowym, ale konstytuowana jest przez specyficzne podejście badawcze, przez pytania, jakie się stawia, przez treść „donosów”, jakie chce się z niej pisać.

## Najczęściej podejmowane tematy badań

### Globalizacja
Globalizacja jest uważana za jedno z najistotniejszych zjawisk kształtujących współczesną rzeczywistość. Ma wpływ nie tylko na powstawanie relacji między społeczeństwami na całym świecie, ale także na przepływ informacji, technologii czy idei. Niewątpliwie jest nieodzownym elementem życia w XXI wieku, nie bez przyczyny mówi się, że żyjemy w „globalnej wiosce”, dlatego też jest często podejmowanym tematem przez antropologów. W swoich badaniach zajmują się kulturowym wymiarem globalizacji i zwracają uwagę przede wszystkim na znaczenie przypisywane temu procesowi przez dane grupy lub osoby oraz skutki, które wywołuje w życiu społeczeństw i jednostek.
Znawcą problematyki globalizacyjnej jest amerykański antropolog Arjun Appadurai, który napisał książkę Nowoczesność bez granic. Kulturowe wymiary globalizacji. Zajmuje się w niej wpływem mediów i masowych migracji w kreowaniu tożsamości w czasach powszechnej globalizacji, analizuje nowoczesność z perspektywy antropologicznej oraz ukazuje, że globalizacja nie jest procesem homogenizującym, tylko wprowadzającym różnice w jednolitych społecznościach. W owej pracy Appadurai zaproponował pięć metaforycznych krajobrazów, z których złożona jest zglobalizowana rzeczywistość, należą do nich: krajobrazy etniczne, medialne, technologiczne, finansowe oraz ideologiczne. Każdy „krajobraz” ukazuje inne formy zmian zachodzących we współczesnym świecie za sprawą globalizacji. Określenie „krajobraz” zostało użyte celowo, aby podkreślić płynny, nieregularny, nakładający się na siebie charakter poszczególnych elementów.

### Popkultura
Kultura popularna jest zjawiskiem obejmującym obecnie cały świat, dlatego też często utożsamiana jest z symbolem globalizacji. Do zainteresowań antropologii kulturowej należy stworzenie teorii kultury popularnej. Podejście antropologiczne skupia się również na tym, jak odbiorcy odczytują, interpretują czy przyswajają poszczególne treści kulturowe. Badania w kontekście popkultury prowadził Johannes Fabian, który napisał książkę Moments of Freedom: Anthropology and Popular Culture. W swojej pracy rozważa antropologiczne zastosowania pojęcia kultury popularnej oraz ukazuje własną perspektywę w postrzeganiu i rozumieniu tego fenomenu. W obrębie polskiej antropologii, temat popkultury podejmowali m.in. Waldemar Kuligowski oraz Wojciech Burszta. Badaniem kultury popularnej zajmują się także socjolodzy i kulturoznawcy, do których należą chociażby John Fiske, Stuart Hall czy David Morley.

## Antropologia współczesności a antropologia współczesna
Mówiąc o antropologii współczesności często używa się także określenia antropologia współczesna. Oba pojęcia stosowane są do omawiania obecnego stanu dziedziny naukowej, jaką jest antropologia, jednak nie są to synonimy i powinny być rozróżniane. Antropologia współczesna ma opisywać wszystko, co obejmuje i czym zajmuje się obecna antropologia, rozumiana jako zespół nauk. W zakres tej subdyscypliny można włączyć współczesne szkoły myślowe, tradycje, kierunki, tendencje, metodologie itp. Jest to pojęcie o wiele bardziej obszerne od antropologii współczesności, która skupia się przede wszystkim na przedmiocie badań – współczesności, nie podając wprost, jak ten przedmiot badać. 